# Сахат-кула Мехмед-паше Кукавице у Фочи
Сахат-кула Мехмед-паше Кукавице је национални споменик Босне и Херцеговине. Налази се у Горњој чаршији у центру Фоче, Република Српска, Босна и Херцеговина. Задужбина је Мехмед–паше Кукавице.

## Историја
Сахат-кула је изграђена у периоду од 1758. до 1761. године. Око 1884. године сат је поправљен. Деведесетих година 19. вијека набављен је нови сат, а стари је пренесен у Земаљски музеј Босне и Херцеговине. Тада је пренесено и звоно. Те године набављен је нови сат са три мине, од којих је југоисточне стране имала тзв. турске бројеве, са сјевероисточне римске, а на југозападној страни арапске бројеве. У току Другог свјетског рата, 1943. године, Сахат-кула је доста страдала, па је у љето 1954. године поправљена. Санација Сахат-куле је извршена и 1988. године, а нови сатни механизам на електрични погон постављен је 1991. године.
Посљедњи пут сахат-кула Мехмед-паше Кукавице реновирана је 2011. године уз помоћ Чешке амбасаде у Босни и Херцеговини.

## Опис добра
Кула је саграђена од камена, без завршне обраде малтером, у облику четвртасте призме, висока је 20 метара и покривена шаторским кровом. Основа је четвероугаона, димензија 310 са 320 центиметара. У кулу се улази кроз метална врата висока деведесетак центиметара која су од свих сахат-кула у БиХ најмањих димензија, а до сатног механизма воде дрвене степенице. Сатови су смјештени испод самог крова куле и окренути су на четири стране. Сат се сваких пола сата оглашавао једним ударцем гонга, док пуне сате означава одговарајућим бројем удараца гонга.